# Bacco e Arianna (Tullio Lombardo)
Bacco e Arianna è un altorilievo in marmo di Carrara (71x55 cm) di Tullio Lombardo, databile al 1505-1510 circa e conservata nel Kunsthistorisches Museum di Vienna.

## Descrizione e stile
L'opera mostra i due busti sullo sfondo di un riquadro marmoreo, secondo una tipologia ripresa dei ritratti funebri dell'Antica Roma. Un altro modello erano i doppi ritratti in voga nella pittura transalpina dell'epoca, adottati talvolta anche da pittori veneziani all'inizio del XVI secolo. Esiste un'opera simile, un Doppio ritratto di giovane coppia, alla Galleria Franchetti di Venezia.
La scelta iconografica di Bacco e Arianna sembra derivare dal romanzo allegorico di Francesco Colonna dell'Hypnerotomachia Poliphili, pubblicato a Venezia nel 1499, in cui le illustrazioni a stampa richiamano la postura dell'altorilievo.
Una recente e assai convincente proposta è venuta da Claudia Kryza-Gersch che vede nel gruppo - più verosimilmente - "Il poeta cantore e l'amata".
Lo stile del rilievo è improntato a un maturo classicismo, con uno stato d'animo poetico dei protagonisti che è paragonabile ai dipinti di Giorgione. Il virtuosismo della sua tecnica ha permesso di creare ritratti ideali, ma carichi di notevole vitalità, generando un sofisticato intreccio di vari strati di significato.